# Santa Maria de la Llata
Santa Maria de la Llata, o la Mare de Déu de la Llata era una antiga capella romànica, actualment en ruïnes, entre els pobles d'Anàs i de Bonestarre, a la comarca del Pallars Sobirà, dins de l'antic terme del mateix nom.
Les seves ruïnes estan situades a l'esquerra del Riu d'Estaon, a llevant d'Anàs i al nord-oest de Bonestarre, aproximadament a 200 metres de cadascun dels dos pobles.

## Emplaçament
La capella de Santa Maria de la Llata és situada entre els termes d'Ànas i Bonestarre, però dins d'aquesta darrera població. Emplaçada al mig d'un camp,és de propietat particular. Mapa: 34-9(182) Situació 31TCH536155
Per arribar-hi s'ha d'agafar el camí que surt de la part baixa del poble de Bonestarre i que porta fins als camps on es troba.

## Història
Malauradament, manca informació escrita suficient per a poder documentar aquesta capella. Ara per ara, l'única notícia de què es disposa data de 1758, any en què es realitza la visita pastoral a la parroquia d'Anàs: en descriure`s la seva sufragània de Bonestarre, s'esmenta la capella de la Verge de la Llata, la qual estava "decente", i el seu edifici en bon estat. De fet, la ruïna d'aquesta construcció s'inicià ja avançat el segle xx.

## Descripció
La capella de Santa Maria de la Llata,actualment arruïnada del tot i coberta de bardissa,la qual cosa impedeix precisar-ne les característiques constructives, és un edifici d'una sola nau capçada a llevant per un absis semicircular obert directament a la nau. Tant la nau com l'absis han perdut totalment les seves cobertes, però no es agosarat suposar que es tractava d'una estructura d'embigat a la nau i una volta de quart d'esfera a l'absis.
La porta s'obre a la façana sud, on també hi ha un interessant campanar d'espadanya alçat sobre la cantonada sud-oest de la nau. La nau fou allargada en direcció a ponent amb un cos d'edifici, ara arruïnat.
L'aparell és de peces de pedra llosenca allargades,seguint unes fórmules constructives que es produeixen a l'Alt Pallars des de l'edat mitjana fins als nostres dies, pràcticament sense variacions destacables.
En el seu estat actual es difícil precisar la filiació cronològica d'aquest edifici, on es fan evidents diversos processos de reforma a partir d'una base alt-medieval adscrita, en tot cas, a les formulacions rurals de l'arquitectura que es produeix en aquesta zona durant el segle xii.